# Weidenkam
Weidenkam ist ein Gemeindeteil von Münsing im oberbayerischen Landkreis Bad Tölz-Wolfratshausen. Der Weiler befindet sich circa einen Kilometer östlich des Starnberger Sees.

## Geschichte
Die Siedlung wurde erstmals im 11. Jahrhundert als Witinchaim verschriftlicht.

## Sehenswürdigkeiten
- Schloss Weidenkam